# Тривимірний сканер

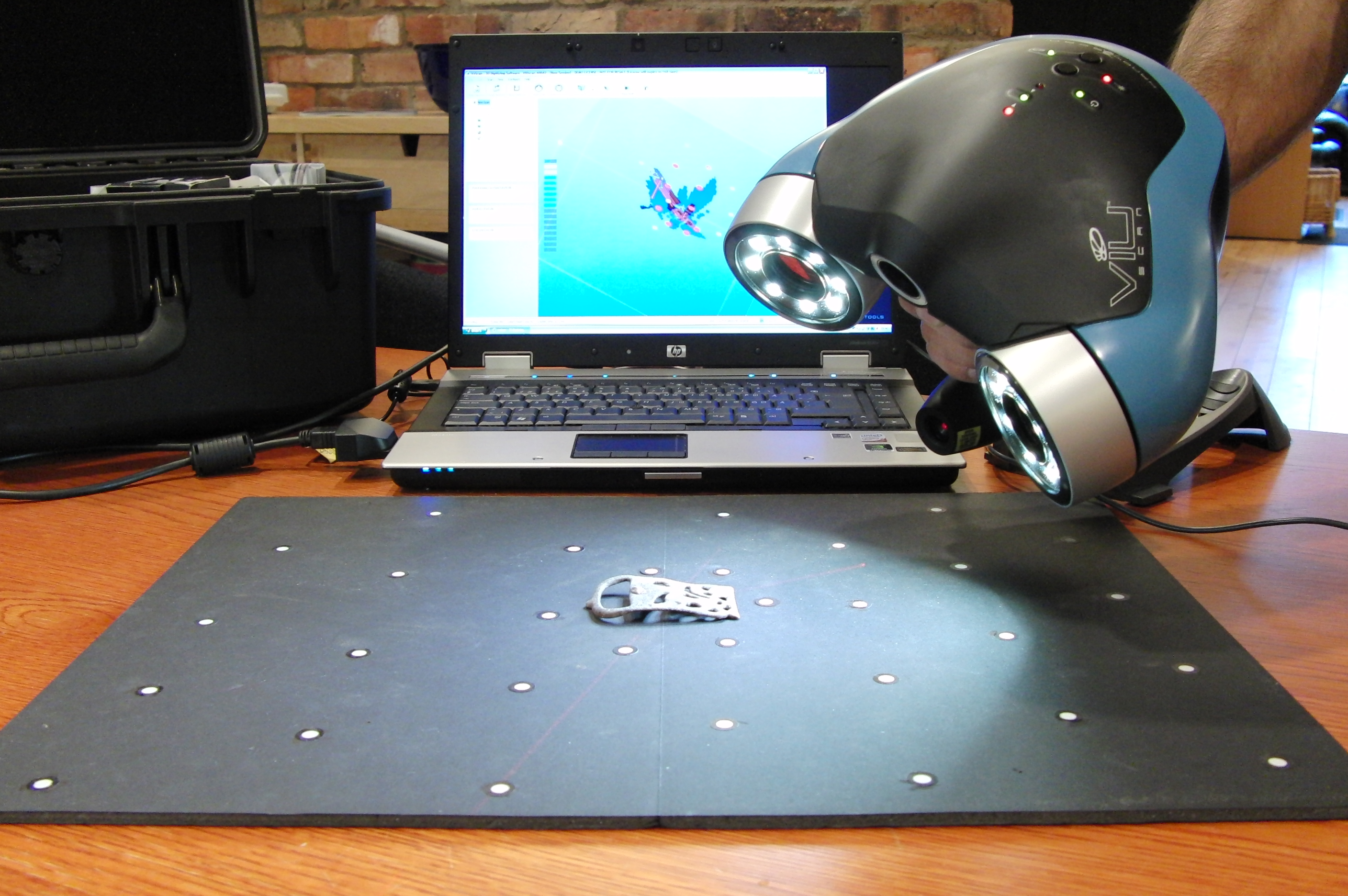
Тривимірний сканер використовують для створення тривимірної анімації і спецефектів

Тривимірний сканер (іноді — 3D-сканер) — пристрій, який аналізує об'єкт або середовище реального світу для збору даних щодо його форми і, якщо можливо, кольору. Зібрані дані потім використовують для побудови цифрових тривимірних моделей.
Для створення пристроїв тривимірного сканування може бути використано багато різноманітних технік; кожна технологія має свої особливості, обмеження і вимагає різних витрат. Більшість обмежень стосуються видів об'єктів, які можуть бути оцифровані, які досі не вирішені до кінця. Наприклад, більшість оптичних технологій матиме складнощі з обробкою блискучих, дзеркальних або прозорих об'єктів. Наприклад, промислову комп'ютерну томографію можуть використовувати для побудови цифрових тривимірних моделей, застосовуючи неруйнівний контроль.
Зібрані таким чином просторові дані є корисними для широкого кола застосувань. Ці пристрої широко використовують в індустрії розваг: у виробництві фільмів і відеоігор. Інші поширені застосування цієї технології включають промисловий дизайн, біопротезування і протезування, зворотна розробка і прототипування, контроль якості, спостереження і документування артефактів при виробництві. Характерним прикладом реалізації тривимірного сканування стало обстеження військовослужбовців сухопутних військ США для оцінки місць розташування солдат у бойовій машині та прогнозування положення водіїв у процесі керування транспортним засобом. Крім того, у 2016—2019 роках Організація НАТО з науки і технологій проводить дослідження на тему HFM-266 «3D scanning for clothing fit and logistics», які стануть підґрунтям подальшої стандартизації процедури тривимірного сканування персоналу з метою оптимального підбору одягу та управління відповідною логістикою.